# Anthony Horowitz
Anthony Horowitz, OBE (n. 5 de abril de 1955) es un novelista y guionista británico. Ha escrito más de cincuenta libros, entre los que se encuentran numerosas novelas para adolescentes, incluyendo las series The Power of Five, Alex Rider y The Diamond Brothers. También ha escrito varios guiones para televisión y ha adaptado varias de las novelas de Hércules Poirot de Agatha Christie para la serie de ITV Agatha Christie's Poirot. Es el guionista principal de las series Foyle's War y Midsomer Murders y el creador de Collision, emitida por Eurochannel desde octubre de 2016 en Latinoamérica.

## Primeros años
Anthony Horowitz nació en 1956 en Middlesex, en el seno de una familia judía adinerada, y durante sus primeros años gozó de un estilo de vida acomodado. 
Excedido de peso y poco alegre, le gustaba leer los libros de la biblioteca de su padre. Cuando tenía ocho años, fue enviado al internado Orley Farm en Harrow, Middlesex, donde entretenía a sus compañeros contándoles las historias que había leído. 
Horowitz describió su época escolar como "una experiencia salvaje", y relató que muchas veces era azotado por el director.
El padre de Horowitz era "apañador" del primer ministro Harold Wilson. Para evitar la bancarrota, trasladó sus bienes financieros a varias cuentas bancarias en Suiza. Falleció de cáncer cuando su hijo Anthony tenía veintidós años de edad, y la familia jamás encontró el dinero faltante, pese a que pasó años buscándolo. Horowitz adoraba a su madre, quien le presentó varios libros clásicos, como Frankenstein y Dracula, y le regaló un cráneo humano para su cumpleaños número trece; en una entrevista, Horowitz dijo que la calavera lo ayuda a terminar rápidamente sus historias, ya que le recuerda que pronto se convertirá en eso. Supo que quería ser escritor desde los ocho años, ya que se había dado cuenta de que "el único momento en que soy realmente feliz es cuando escribo". Se graduó de la Universidad de York con un Bachelor of Arts en literatura inglesa en 1977.

## Carrera literaria

### 1979–1993
El primer libro de Anthony Horowitz, The Sinister Secret of Frederick K Bower, fue una aventura humorística para niños, publicada en 1979 y más tarde relanzada como Enter Frederick K Bower. En 1981 publicó su segunda novela, Misha, the Magician and the Mysterious Amulet, y se mudó a París para escribir su tercer libro. En 1983, fue lanzado el primer libro de la serie Pentagrama, titulado The Devil's Door-Bell; en la historia, Martin Hopkins lucha contra un antiguo mal que amenaza el mundo entero. Hasta el momento, se han publicado solo tres de las cuatro historias restantes de la colección: The Night of the Scorpion (1984), The Silver Citadel (1986) y Day of the Dragon (1986).
En el intermedio entre la composición de estas novelas, Horowitz dedicó su atención a los personajes legendarios, y trabajó junto con el guionista Richard Carpenter en la serie televisiva Robin of Sherwood, donde escribió los libretos de cinco episodios de la primera temporada. También convirtió tres de los episodios de Carpenter en una novela para niños, publicada con el título Robin Sherwood: The Hooded Man (1986); al año siguiente, creó Crossbow, una serie de aventuras de media hora de duración basada libremente en William Tell.
En 1988, publicó Groosham Grange, que al año siguiente ganaría el premio al Libro Infantil del Año entregado por Lancashire. La novela se basa en parte en los años escolares de Horowitz en su internado. El protagonista es un "brujo" de trece años de edad, David Eliot, el séptimo hijo de un séptimo hijo, que al igual que Horowitz, no tenía una infancia feliz. Los libros de esta colección estaban destinados a una audiencia más joven que sus anteriores trabajos.
Durante este período, Horowitz publicó también Adventurer (1987) y Starting Out (1990); sin embargo, saltó a la fama con The Falcon's Malteser, de 1986. Este libro fue el primero de la exitosa serie The Diamond Brothers, y fue adaptado a la televisión en 1989 como Just Ask for Diamond, con un elenco que incluía a Bill Paterson, Jimmy Nail, Roy Kinnear, Susannah York, Michael Robbins y Patricia Hodge, y protagonizado por Colin Dale y Dursley McLinden como Nick y Tim Diamond. En 1987, publicó Public Enemy Number Two y South by South East, y en 1991 The French Confection, I Know What You Did Last Wednesday, The Blurred Man y The Greek Who Stole Christmas. También lanzó Myths and Legends, una colección de historias clásicas de todo el mundo, en el mismo año.

### 1994–2000
Horowitz escribió varias novelas independientes en la década de 1990. Granny, una comedia de 1994 sobre una abuela malvada, fue su primer libro en tres años, y el primero de una trilogía destinada a una audiencia similar a la de Groosham Grange. El segundo fue The Switch, una historia sobre cambio de cuerpos, publicado por primera vez en 1996. El tercero fue The Devil and His Boy, de 1997, ambientado en la era isabelina y que trata sobre el rumor del hijo secreto de Isabel I de Inglaterra. 
En 1999, publicó The Unholy Grail como secuela de Groosham Grange; en 2003, fue renombrado como Return to Groosham Grange, probablemente para que los lectores notaran la conexión entre los libros. En Horowitz Horror (1999) y More Horowitz Horror (2000), el autor exploró un lado más oscuro de su estilo literario. Cada libro contiene varias historias cortas de terror, algunas de las cuales están divididas en dos o tres segmentos, como la serie Pocket Horowitz.

### 2000–presente
Horowitz escribió sus obras más famosas y exitosas durante el siglo XXI, cuando creó el personaje de Alex Rider. Estos libros tratan sobre un niño de catorce años que se convierte en espía y trabaja para MI6. A 2012, se han publicado nueve libros de Alex Rider: Stormbreaker (2000), Point Blanc (2001), Skeleton Key (2002), Eagle Strike (2003), Scorpia (2004) Ark Angel (2005), Snakehead (2007), Crocodile Tears (2009) y Scorpia Rising (2011). La séptima novela de Alex Rider, Snakehead, fue lanzada a la venta del 31 de octubre de 2007, y la octava, Crocodile Tears, se lanzó en el Reino Unido el 12 de noviembre de 2009. El último de estos libros hasta la fecha, Scorpia Rising, se publicó el 31 de marzo de 2011; no se sabe con certeza cuándo se publicará el próximo, Yassen, que relata las aventuras del asesino Yassen Gregorovitch, el gran enemigo de Alex Rider.
En 2003, Horowitz también escribió tres novelas protagonizadas por los hermanos Diamond: The Blurred Man, The French Confection y I Know What You Did Last Wednesday, que volvieron a publicarse como Three of Diamonds en 2004. En la página de información sobre el autor en las primeras ediciones de Scorpia y en la introducción de Three of Diamonds dice que Horowitz había viajado a Australia para obtener inspiración para un nuevo libro de la misma saga, titulado Radius of the Lost Shark; sin embargo, este libro no se ha mencionado desde entonces y no es seguro que se publique alguna vez. Más tarde, se lanzó un nuevo libro corto de los hermanos Diamond, The Greek who Stole Christmas: al final de este libro, se da a entender que Radius of the Lost Shark podría ser el octavo libro de la serie.
En 2004, Horowitz apuntó a un público adulto con The Killing Joke, una comedia sobre un hombre que trata de rastrear una broma desde sus orígenes con consecuencias desastrosas. La segunda novela para adultos de Horowitz, The Magpie Murders, estaba programada para lanzarse el 18 de octubre de 2006; sin embargo, la fecha pasó y no se dieron noticias sobre el libro. Todo lo que se sabe es que su argumento gira alrededor de un "escritor de novelas policíacas que es asesinado mientras escribe su última novela" y que "tiene un final que, pienso, considerarán una sorpresa desagradable". Ya que no se cumplió con la fecha inicial, no se sabe cuándo se publicará The Magpie Murders.
En agosto de 2005, Horowitz publicó un libro llamado Raven's Gate, que dio comienzo a una nueva serie titulada The Power of Five (The Gatekeepers en los Estados Unidos y Los guardianes en España). Lo describe como "Alex Rider con brujas y demonios". El segundo libro de la colección, Evil Star, fue lanzado en abril de 2006; el tercero, Nightrise, el 2 de abril de 2007; y el cuarto, Necropolis, en octubre de 2008. 
The Power of Five es una versión moderna de la serie Pentagram de la década de 1980. Aunque esta última requirió cinco libros para desarrollar su historia, en la nueva versión Horowitz escribió solo cuatro: The Devil's Door-bell (Raven's Gate), The Night of the Scorpion (Evil Star), The Silver Citadel (Nightrise) y Day of the Dragon (Necropolis). El autor apuntó claramente a la misma audiencia de las novelas de Alex Rider, y The Power of Five adquirió más reconocimiento público que sus anteriores obras, llegando al puesto número uno en los libros más vendidos.
En octubre de 2008, la obra teatral de Anthony Horowitz Mindgame se estrenó Off Broadway en Soho Playhouse, ciudad de Nueva York. Protagonizada por Keith Carradine, Lee Godart, y Kathleen McNenny, la producción fue el debut como director de teatro de Ken Russell. Poco tiempo después de su estreno, el autor tuvo una disputa con Darren Shan por la utilización de un personaje con un nombre y una descripción similares; aunque consideró demandarlo, finalmente no lo hizo.
En marzo de 2009, fue invitado en Private Passions, el programa musical biográfico de la BBC Radio 3.
El 19 de enero de 2011, los herederos de Arthur Conan Doyle anunciaron que Horowitz escribiría una nueva novela de Sherlock Holmes, con total apoyo por parte de ellos, titulada The House of Silk. Fue publicada en noviembre de 2011 y emitida en la BBC Radio 4.

## Vida personal
En al menos una entrevista, Horowitz ha dicho que cree que H. P. Lovecraft basó su libro ficticio Necronomicón en un texto real, y que él leyó parte de ese texto.
En la actualidad, Horowitz vive en el centro de Londres con su esposa Jill Green, con quien contrajo matrimonio en Hong Kong el 15 de abril de 1988. Green produce Foyle's War, la serie de ITV de la que Horowitz es guionista. La pareja tiene dos hijos, Nicholas Mark Horowitz (nacido en 1989) y Cassian James Horowitz (nacido en 1991); Horowitz ha dicho que su familia es la causa de su éxito, ya que lo ayudan con ideas e investigaciones. Es padrino de la entidad de caridad para niños londinense Kidscape.

## Trabajo en cine y televisión
Horowitz comenzó a escribir para la televisión en la década de 1980, en la serie infantil de antología Dramarama y en la popular serie de fantasía Robin of Sherwood. Su asociación con las historias de misterio y asesinato comenzó con la adaptación de varias historias de Hércules Poirot para la serie de ITV Agatha Christie's Poirot durante la década de 1990.
Sus obras solían tener un toque humorístico, como en la antología cómica de asesinatos Murder Most Horrid (BBC Two, 1991) y la comedia dramática The Last Englishman (1995), protagonizada por Jim Broadbent. Desde 1997, escribió la mayoría de los primeros episodios de la serie Midsomer Murders. En 2001, creó su propia serie dramática ocasional para la BBC, Murder in Mind, que incluye personajes y una historia diferentes en cada episodio de una hora de duración.
Es menos conocido por la creación de dos programas de ciencia ficción que tuvieron muy poco éxito, Crime Traveller (1997) para la BBC One y The Vanishing Man (piloto de 1996, serie de 1998) para ITV. Aunque Crime Traveller obtuvo críticas positivas, no se renovó para una segunda temporada, ya que en ese momento Horowitz se encontraba en una época de transición dentro de la BBC. En 2002, el exitoso lanzamiento de la serie de detectives Foyle's War, ambientada durante la Segunda Guerra Mundial, ayudó a restaurar su reputación como uno de los guionistas más aclamados de Gran Bretaña.
En 2002, escribió el guion de un largometraje cinematográfico, The Gathering, estrenado en 2002 y protagonizado por Christina Ricci. También compuso el libreto para la primera película de Alex Rider, Stormbreaker. Años más tarde, creó la serie de crímenes Collision, emitida en 2009 por ITV, y escribió el guion junto con Michael A. Walker.
En una entrevista con la BBC Radio 5 el 6 de abril de 2011, Horowitz anunció que estaba escribiendo la secuela de Las aventuras de Tintín: el secreto del Unicornio, de Steven Spielberg. La nueva película se basará en el álbum gráfico Prisoners of the Sun, de la serie Tintin, y será dirigida por Peter Jackson.

## Obras

### Groosham Grange
- Groosham Grange (1988)
- The Unholy Grail (también publicado como Return To Groosham Grange) (1990)

### Alex Rider
- Operación Stormbreaker (Stormbreaker, 2000)
- Point Blanc (Point Blanc, 2001)
- Cayo Esqueleto (Skeleton Key, 2002)
- El golpe del águila (Eagle Strike, 2003)
- Scorpia (Scorpia, 2004)
- Ark Angel, 2005
- Snakehead, 2007
- Crocodile Tears, 2009
- Scorpia Rising, 2011
- Russian Roulette, 2018

### The Diamond Brothers
- The Falcon's Malteser (1986/96)
- Public Enemy Number Two (1987)
- South By South East (1991/2002)
- The Blurred Man (2003)
- The French Confection (2003)
- I Know What You Did Last Wednesday (2003)
- The Greek Who Stole Christmas (2008)
- The Radius of the Lost Shark (PA)

### Pentagram
- The Devil's Door-Bell (1983)
- The Night of the Scorpion (1983)
- The Silver Citadel (1986)
- Day of the Dragon (1989)

### The Power of Five(The Gatekeepers)
En España se ha publicado como El portal de cuervo. Los cinco guardianes
- Raven's Gate (1 de agosto de 2005)
- Evil Star (2 de abril de 2006; publicado en España como La estrella del mal)
- Nightrise (3 de abril de 2007)
- Necropolis (30 de octubre de 2008)
- Oblivion (octubre de 2012)

### Otras novelas
- Enter Frederick K Bower (1978)
- The Sinister Secret of Frederick K Bower (1979)
- Misha, the Magician and the Mysterious Amulet (1981)
- Robin of Sherwood: The Hooded Man (1986) (con Richard Carpenter)
- Adventurer (1987)
- New Adventures of William Tell (1987)
- Starting Out (1990)
- Granny (1994; publicado en España como El regreso de la abuelita)
- The Switch (1996)
- The Devil And His Boy (1998)
- Half-Life (2001)
- Un asesinato brillante (2022)[22]

### Novelas para adultos
- William S. (1999)
- Mindgame (2001) (adaptada al teatro)
- The Killing Joke (2004)
- The Magpie Murders (2006)
- The House of Silk (noviembre de 2011; publicado en España como La casa de la seda)

### Colecciones
- Myths and Legends (1991)
- Horowitz Horror (1999)
- More Horowitz Horror (2001)
- The Kingfisher Book of Myths and Legends (2003)
- Three of Diamonds (2004)
- More Bloody Horowitz (2009)[23]

### Edge: terror gráfico
- The Phone Goes Dead (2010)
- Scared (2010)
- Killer Camera (2010)
- The Hitchhiker (2010)

### Novelas gráficas
- The Power Of Five 1: Raven's Gate (2010)
- Alex Rider: Stormbreaker
- Alex Rider: Point Blanc
- Alex Rider: Skeleton Key

### Películas
- Stormbreaker (2006)
- Tintin 2 (PA)